# Lucas Wolf
Pas d'image ? Cliquez ici
Lucas Wolf est un pilote automobile allemand né le 6 septembre 1994 à Heidelberg (Allemagne).

## Carrière
De 2007 à 2009, il remporte de nombreux titres en karting.
Il passe ensuite à la monoplace en ADAC Formel Masters, il finit deux fois huitième, en 2010 et 2011.
En 2012, il dispute le Championnat d'Europe de Formule 3